# Шоркасы (Моргаушский район)
Шоркасы́ (чув. Шуркасси) — деревня в Моргаушском районе Чувашской Республики. Входит в состав Ярабайкасинского сельского поселения.

## География
Находится в северо-западной части Чувашии, на расстоянии приблизительно 9 км на восток-юго-восток по прямой от районного центра села Моргауши на левом берегу речки Моргаушка.

## История
Известна с 1795 года как выселок села Успенское (ныне Акрамово)с 8 дворами. В 1858 году отмечено 111 жителей, в 1906 — 38 дворов и 203 жителя, в 1926 — 46 дворов и 228 жителей, в 1939 — 249 жителей, в 1979 — 209. В 2002 году было 56 дворов, в 2010 — 49 домохозяйств. В 1930 году был образован колхоз «Возрождение», в 2010 действовал СХПК «Герой».

## Население
Постоянное население составляло 186 человек (чуваши 97 %) в 2002 году, 157 — в 2010.